# Palomero
Palomero és un municipi de la província de Càceres, a la comunitat autònoma d'Extremadura (Espanya). Limita al nord amb Marchagaz i Casar de Palomero, al sud amb Cerezo, i a l'oest amb Santa Cruz de Paniagua.